# Onthophagus viridicatus
Onthophagus viridicatus là một loài bọ cánh cứng trong họ Bọ hung (Scarabaeidae).